# 迪河 (阿伯丁郡)
迪河（英語：River Dee）是蘇格蘭阿伯丁郡的一條河流。迪河起源於凱恩戈姆山脈，流經阿伯丁郡南部。這條河流在二世紀時期的文獻記載中就已經出現。迪河也是一條以捕撈鮭魚而著稱的河流。因維多利亞女王也十分喜歡迪河流域並在這裡建造了巴爾莫勒爾城堡，班科里到布雷馬的迪河流域又稱皇家迪賽德（Royal Deeside）或迪賽德（Deeside）。

## 外部連結
- River Dee Catchment Partnership Website
- Banchory.org （页面存档备份，存于） — Banchory & District Initiatives Ltd website